# کاتانا کیتن
کاتانا کیتن (انگلیسی: Katana Kitten)  یک بار کوکتل در نیویورک است.
این میکده در سال ۲۰۲۳ به‌عنوان سومین میخانهٔ برتر آمریکای شمالی انتخاب شد.